# Собор Святой Маргариты
Собор Святой Маргариты (англ. The Cathedral Church of Saint Margaret), также известный как Эрский собор (англ. Ayr Cathedral) — католический собор епархии Галлоуэя и кафедра епископа Галлоуэя. Находится в городе Эр, округ Саут-Эршир, Шотландия. Церковь Святой Маргариты получила статус собора в 2007 году после закрытия собора Доброго Пастыря в Эре; является самой недавней католической церковью, получившей статус собора в Великобритании.

## История
В XIX веке католическое население в Айршире выросло и в 1822 году первым приходским священником был назначен преподобный Уильям Томсон. В 1826 году после многочисленных петиций преподобного Томсона был заложен первый камень в фундамент церкви во имя святой Маргариты. Здание спроектировал архитектор Джеймс Демпстер. Работы были завершены уже в следующем, 1827 году, и церковь официально открылась. Церковь (позже собор) Святой Маргариты значительно изменилась за почти 200 лет существования.

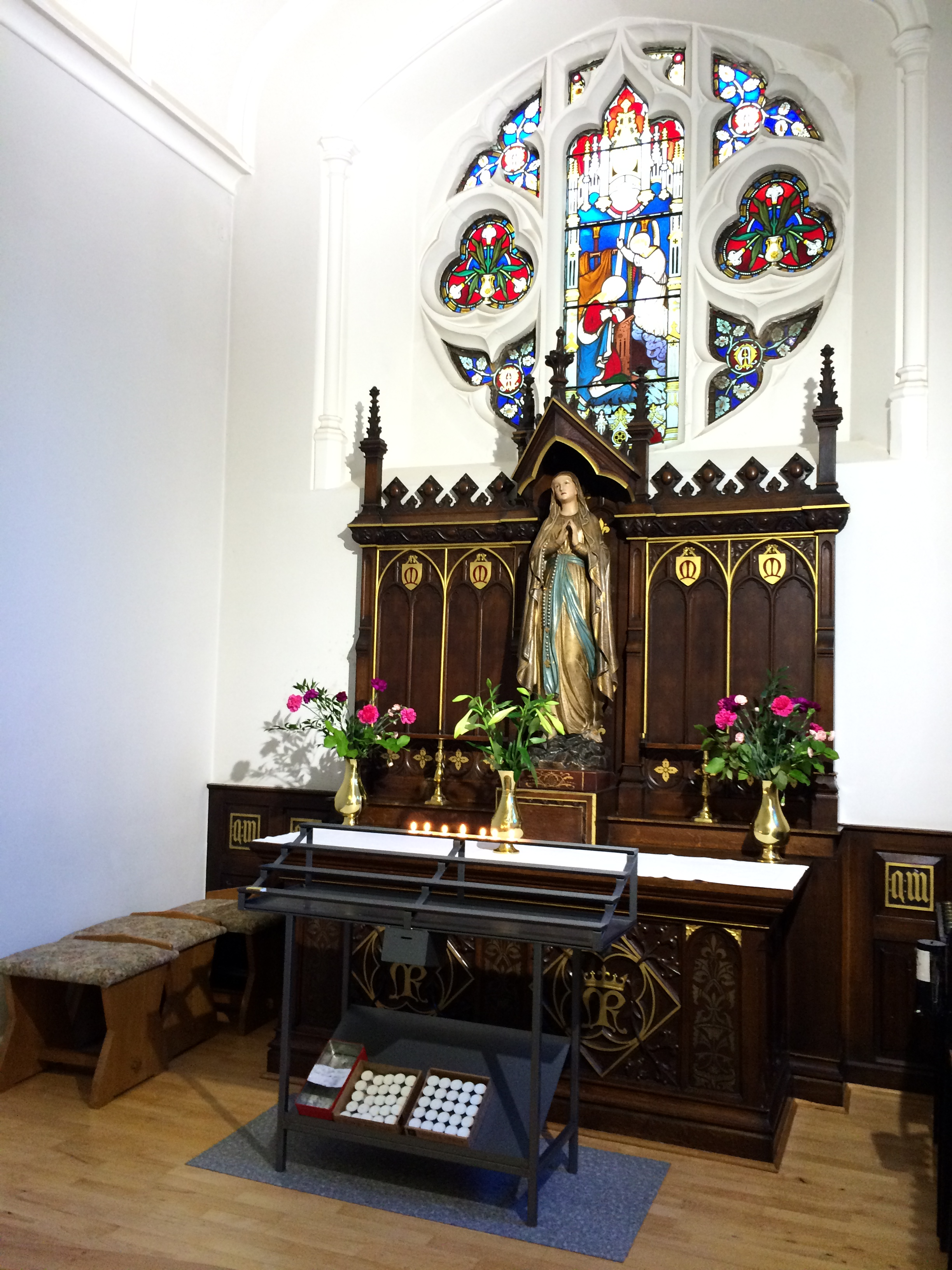
Часовня Богоматери

В 1960—1970-х годах церковь была реконструирована в соответствии с требованиями Второго Ватиканского собора. В результате внесённых изменений священник смог проводить мессу лицом к прихожанам, а не к главному алтарю.
В середине 1990-х годов стало очевидно, что церкви необходим капитальный ремонт: прохудилась крыша, в здании чувствовалась сырость, окна были поражены коррозией и имелись проблемы с электричеством. Отец Мартин Маккласки начал обсуждать с прихожанами необходимость масштабного ремонта, но неожиданно скончался в 1996 году, не успев приступить к реставрации. Пришедший ему на смену отец Патрик Киганс в 1997 году продолжил дело своего предшественника и начал процесс подготовки к капитальному ремонту.
В конце 1990-х церковь была всесторонне отремонтирована. Был обновлён интерьер, добавлены новые витражи и орган, возведена большая ризница и сделаны многие другие улучшения. Также было установлено новое освещение и центральное отопление. Дорогостоящие работы быстро окупились благодаря крупным грантам от Heritage Scotland и Национальной лотереи, а также пожертвованиям прихожан, собранных во время успешного и творческого сбора средств. Полностью отремонтированная церковь официально открылась 31 марта 2000 года.
После закрытия собора Доброго Пастыря в Эре епископ Джон Каннингем подал прошение папе Бенедикту XVI переместить кафедру в церковь Святой Маргариты. 14 сентября 2007 года епископ Каннингем вместе со священниками и епископами со всей Шотландии освятил церковь как собор Святой Маргариты епархии Галлоуэя.